# Scarificazione

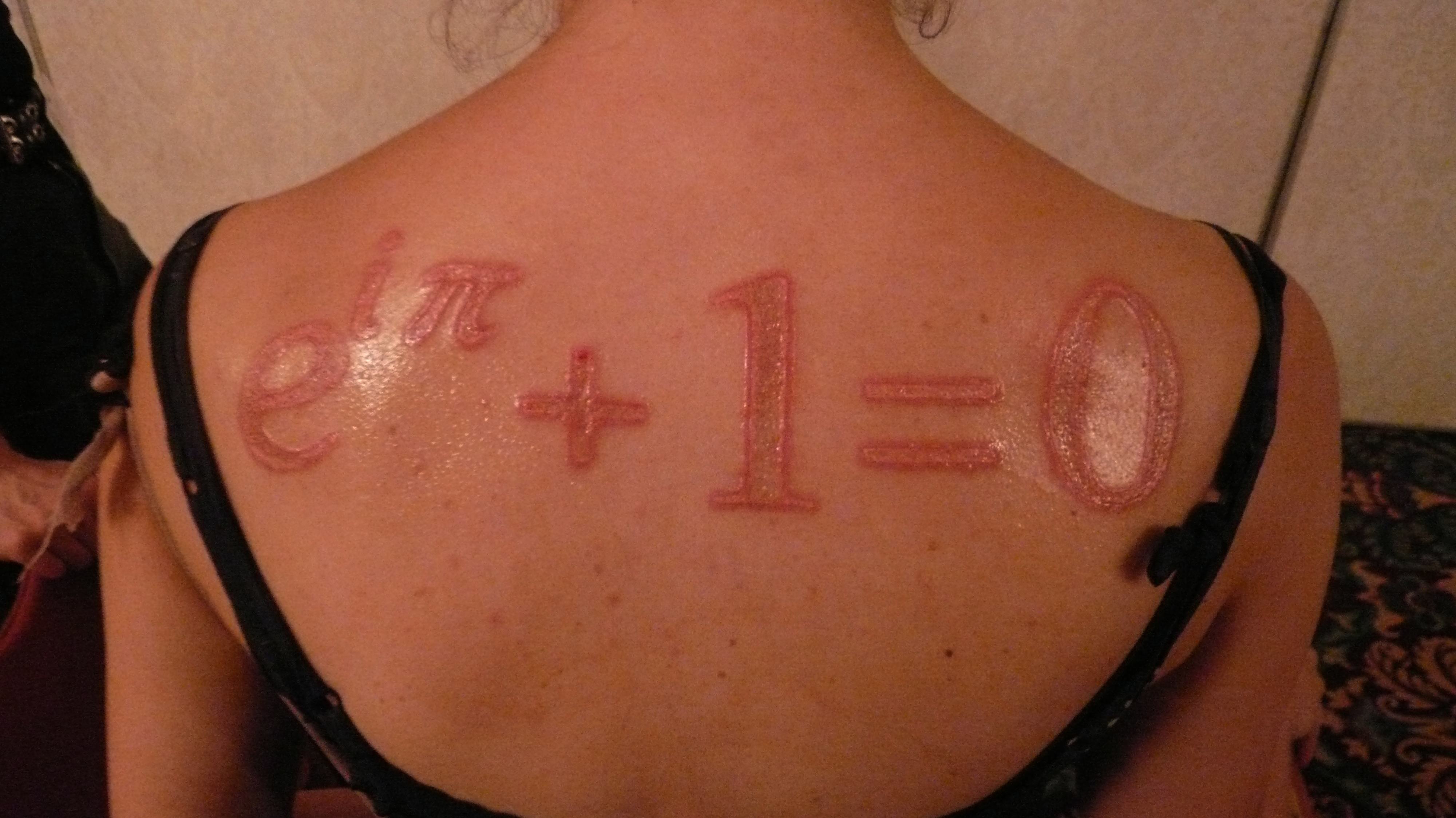
Scarificazione moderna: l'identità di Eulero

La scarificazione è una deformazione cutanea a scopi decorativi e protettivi, collegata a molte motivazioni. 
In passato, era praticata soprattutto da molte etnie africane, e spesso coincideva col rito iniziatico del passaggio dall'infanzia all'età adulta. Determinante era che il soggetto sottoposto a questa pratica molto dolorosa, e che poteva far perdere sangue in abbondanza, sopportasse le incisioni in stoico silenzio. La sofferenza è un elemento fondamentale della cerimonia, in quanto dimostra il coraggio e il valore del ragazzo che entra nell'età adulta: il popolo Nuer (Sudan meridionale e zona occidentale dell'Etiopia) ancora oggi si fa tagliare col rasoio, sei larghe strisce sulla fronte. L'operazione è molto pericolosa, in quanto la recisione di un nervo frontale può portare alla morte, nonostante i tentativi di arginare l'emorragia. Dopo un lungo periodo di convalescenza l'iniziato è ammesso alla tribù con grandi feste. 

## La scarificazione
La scarificazione consiste in incisioni, tagli della pelle (con coltelli, rasoi, conchiglie, pietre affilate, ecc.) bruciature, allo scopo di produrre cicatrici permanenti. Ogni cicatrice viene sfregata varie volte con polveri e prodotti coloranti e lasciata a lungo aperta, finché la particolare pelle cheloide dei popoli africani non si cicatrizzi con forte evidenza plastica. I motivi preferiti sono solitamente di tipo geometrico, ma a volte vengono incisi animali stilizzati.
Ogni etnia aveva i propri simboli. Sovente le donne avevano imponenti scarificazioni sul ventre, che ne costituivano anche l'attrazione sessuale. Come il tatuaggio e la mutilazione, la scarificazione era considerata segno di qualificazione sociale, e parecchie donne affermavano che senza quei segni non si sarebbero mai sposate. Un'importante documentazione di questa pratica si trova nelle fotografie di Leni Riefenstahl, che eseguì vari servizi fotografici in Africa attorno agli anni Settanta del secolo scorso, in particolare presso il popolo dei Nuba. Nonostante sembrino intollerabili agli occidentali, le scarificazioni femminili erano fortemente attrattive per gli uomini dei vari clan, che non sopportavano la pelle liscia, ma preferivano accarezzarne le escrescenze. Lo testimonia un canto d'amore bantù:
Che meraviglia il seno di Lie, gonfio come frutti di papaia!/La loro pelle, prima muta, liscia e insipida/Ora ha scalini regolari/Che portano alla loro sommità!/Percorrerli con le dita e con la bocca/Vederli così rilevati/Come gradini di un tempio/È un piacere che esalta il desiderio e l'amore; 
Impropriamente identificata con il tatuaggio, la scarificazione è diffusa soprattutto in Africa centrale ed in Nuova Guinea, sebbene molti governi locali l'abbiano proibita. Questo processo venne utilizzato anche dalle popolazioni nordiche in epoca romana. Ad esempio gli storici romani affermavano che i Goti si incidessero le guance per non far crescere la barba. Questo fine rimane molto dubbio, ma di fatto testimonia la pratica della scarificazione anche in epoca romana.

## Tecniche e significati
Le tecniche di scarificazione sono varie e ognuna dà un messaggio diverso:
Il significato delle scarificazioni, come per i tatuaggi è: di tipo estetico; di tipo apotropaico; di tipo onorifico; di tipo religioso (frequente tra gli indigeni convertiti al cristianesimo). In Etiopia molti indigeni abissini possono avere croci marcate a fuoco sulla fronte, o scarificazioni col numero delle messe cui hanno assistito; di tipo informativo, ossia a quale clan si appartiene, lo stato sociale. Ad esempio gli Shilluk dell'Alto Nilo hanno sulle arcate sopraccigliari caratteristiche scarificazioni dette "a grani di rosario" che vengono eseguite sia sugli uomini sia sulle donne e dipinte con terra bianca per evidenziarle. In una tribù musulmana dell'Alta Etiopia era usanza di scarificare sul glande del pene ai colpevoli di qualche reato: ho rubato una mucca, ho commesso adulterio, ecc.
La scarificazione di tipo totemico era legata ad un animale in cui ci si identificava. I boscimani infatti, praticavano una serie di incisioni sulla fronte dentro a cui cucivano microscopici frammenti di carne di antilope, animale di cui erano convinti di acquisire la velocità.

## La scarificazione oggi
Oggi la scarificazione viene effettuata per la parziale rimozione di tatuaggi e cover-up, attraverso l'utilizzo dell'elettrodermografo, macchinario che utilizza la corrente ad alta frequenza per la disgregazione del pigmento nella pelle. 
La scarificazione è anche largamente usata nella cultura della body modification, insieme ad impianti sottocutanei, dilatazioni e mutilazioni volontarie come la biforcazione della lingua o la rimozione del setto nasale o del padiglione auricolare. Viene praticata solitamente negli studi di body art, insieme a piercing, tatuaggi e branding, ricalcando con un bisturi il disegno da incidere.